# Wanda Kiezik
Wanda Kiezik (łot. Vanda Kezika; ur. 18 marca 1946 w rejonie dyneburskim) – łotewska nauczycielka i działaczka polityczna polskiego pochodzenia, posłanka na Sejm Republiki Łotewskiej (1998–2002), wieloletnia dyrektor wykonawcza instytucji samorządowych w Dyneburgu.

## Życiorys
Jest absolwentką szkoły średniej nr 8 w Dyneburgu. W 1968 ukończyła studia na Wydziale Matematyczno-Fizycznym Dyneburskiego Instytutu Pedagogicznego. Pracowała jako nauczycielka matematyki i fizyki, była również inspektorem wychowawczo–oświatowym rejonu dyneburskiego (1974–1985). W latach 1985–1986 pełniła obowiązki sekretarza Rejonowego Komitetu Wykonawczego w Dyneburgu. Była działaczką ugrupowania „My naszym gminom” (łot. Mēs savam novadam), które podpisało porozumienie o współpracy z Łotewską Drogą (LC). W 1998 wybrano ją posłanką na Sejm z listy LC. Mandat sprawowała do 2002. W wyborach w 2002 ubiegała się o reelekcję, jednak lista Łotewskiej Drogi nie przekroczyła progu wyborczego. Po odejściu z Sejmu sprawowała funkcję dyrektora wykonawczego rady rejonu dyneburskiego, zaś po reformie administracyjnej jest dyrektorem wykonawczym rady okręgowej (novads) w Dyneburgu.